# Ramachandran Balasubramanian
Ramachandran Balasubramanian (né le 15 mars 1951 à Chennai) est un mathématicien indien ; il a été directeur de l'Institut des sciences mathématiques de Chennai. Il est connu pour ses travaux en théorie des nombres, et notamment la solution du dernier cas g(4) du problème de Waring en 1986, avec Jean-Marc Deshouillers et François Dress.

## Biographie
Balasubramanian a étudié à l'université de Madras, où il a obtenu une licence en 1970 et une maîtrise en 1972. En 1979, il obtient son doctorat au Tata Institute of Fundamental Research de Bombay, dont il est membre depuis 1978. En 1983, il y est devenu reader (en), professeur associé en 1985 et professeur en 1990. Depuis 2000, il est directeur de l'Institute of Mathematical Sciences (IMS) à Chennai jusqu'à sa retraite.

## Recherche
Ramachandran Balasubramanian est connu pour ses travaux en théorie des nombres, et notamment la solution du dernier cas g(4), à savoir g(4)=19, du problème de Waring (le nombre minimal nécessaire pour exprimer tout entier naturel sous forme de somme de puissances quatrième) en 1986,. Avec Kannan Soundararajan, il a prouvé en 1995 une conjecture de Ronald Graham issue de la théorie combinatoire des nombres.
Il a été auteur d'une  conférence plénière au Congrès international des mathématiciens à Hyderabad en 2010. Il a été chercheur invité à l'Institute for Advanced Study en 1980-81.

## Prix et distinctions
Balasubramanian est récipiendaire des distinctions suivantes :
- Prix Shanti Swarup Bhatnagar de sciences et technologie en 1990
- Ordre national du Mérite pour « l'approfondissement de la coopération indo-française dans le domaine des mathématiques » en 2003[6]
- Padma Shri, la quatrième plus haute distinction civile en Inde, en 2006[7]
- Lifetime Achievement Award, 2013 décerné par Manmohan Singh[8].

Il est membre de l' American Mathematical Society depuis 2012.
Il est membre de l'Indian Academy of Sciences à Bangalore, de l'l'Indian National Science Academy (en) (1988) (dont il a reçu le prix pour jeunes scientifiques en 1980) et de la  National Academy of Sciences à Allahabad. Il est président de la Cryptological Society of India à Calcutta.